# Ivan Goff
Ivan Goff (* 17. April 1910 in Perth; † 23. September 1999 in Santa Monica, Kalifornien) war ein australischer Drehbuchautor und Fernsehproduzent.

## Leben
Goff wuchs in Australien auf und verließ den Kontinent im Alter von 20 Jahren. Er arbeitete zunächst als Journalist und lernte über seinen Dienst im United States Army Signal Corps Ben Roberts kennen.
Goff begann seine Laufbahn im Filmgeschäft als Drehbuchautor im Jahr 1940. Ab 1949 arbeitete er eng mit dem Drehbuchautor Ben Roberts zusammen. Zuvor schrieben die beiden 1947 ein Bühnenstück. 
Ab Mitte der 1960er-Jahre war Goff vor allem für das Fernsehen tätig. Auch in dieser Zeit arbeitete er eng mit Ben Roberts zusammen und entwickelte mit ihm mehrere Serienformate, darunter Gauner gegen Gauner und Drei Engel für Charlie.
Für das Drehbuch zu dem Film Der Mann mit den 1000 Gesichtern war Goff 1958 gemeinsam mit Ralph Wheelwright, R. Wright Campbell und Ben Roberts in der Kategorie Bestes Originaldrehbuch für den Oscar nominiert. 
Für die Serie Mannix war er 1972 und 1973 zusammen mit dem übrigen Produzententeam für den Emmy nominiert. 
Eine Ehe endete 1964 mit Scheidung. Ivan Goff wurde von drei Kindern überlebt.

## Filmografie (Auswahl)
als Drehbuchautor
- 1941/45: I Was a Criminal
- 1949: Sprung in den Tod (White Heat)
- 1950: Gesetzlos (Backfire)
- 1951: Des Königs Admiral (Captain Horatio Hornblower)
- 1951: Goodbye, My Fancy
- 1951: Come Fill the Cup
- 1952: Fünf Perlen (O. Henry’s Full House)
- 1953: Der Hauptmann von Peshawar (King of the Khyber Rifles)
- 1953: Weiße Frau am Kongo (White Witch Doctor)
- 1954: Grünes Feuer (Green Fire)
- 1957: Der Mann mit den 1000 Gesichtern (Man of a Thousand Faces)
- 1957: Weint um die Verdammten (Band of Angels)
- 1959: Ein Händedruck des Teufels (Shake Hands with the Devil)
- 1960: Mitternachtsspitzen (Midnight Lace)
- 1981: Die Legende vom einsamen Ranger (The Legend of the Lone Ranger)

als Produzent
- 1968–1975: Mannix (Fernsehserie)